# Natalja Pěčonkinová
Natalja Alexandrovna Pěčonkinová, rozená Burdová, později Čisťakovová (rusky Наталья Александровна Печёнкина, Pěčonkina, Бурда, Burda, Чистякова, Čisťakova; * 15. července 1946) je bývalá sovětská atletka-sprinterka, která startovala především v běhu na 400 metrů.
Pod dívčím jménem Burdová začala s atletikou v Saratově pod vedením B. Kolkalova. V roce 1967 obdržela titul Mistr sportu SSSR a startovala za SSSR na Letních olympijských hrách v roce 1968 v Mexico City v běhu na 400 metrů, v němž získala bronzovou medaili.